# Lijst van beelden in Papendrecht
Dit is een (onvolledige) lijst van beelden in Papendrecht. Onder een beeld wordt hier verstaan elk driedimensionaal kunstwerk in de openbare ruimte van de Nederlandse gemeente Papendrecht, waarbij beeld wordt gebruikt als verzamelbegrip voor sculpturen, standbeelden, installaties, gedenktekens en overige beeldhouwwerken.
Niet opgenomen in onderstaande lijst zijn de 30 beelden van de Beeldenboulevard Papendrecht dat onderdeel is van de Stichting Beeldenpark Drechtoevers.
| Geplaatst | Omschrijving                                                             | Kunstenaar               | Straat                                                                                                  | Materiaal                               | Afbeelding |
| --------- | ------------------------------------------------------------------------ | ------------------------ | --- | --------------------------------------- | ---------- |
| 1931      | Zonder titel (Voor zover bekend.)                                        | Jaap Gidding             | Bosch, voormalig gemeentehuis, nu notariskantoor.                                                       | glas in lood                            |            |
| 1965      | Papendrecht, dorp aan de rivier                                          | Gerrit Den Breems        | Plantsoen bij de Potgieterstraat                                                                        | brons                                   |            |
| 1965      | De Balspeler                                                             | Charlotte Jolles-Gyr     | Burgemeester Keijzerweg 5, CSG De Lage Waard                                                            | brons                                   |            |
| 1967      | School van zeven en twintig geglazuurde vissen (wandrelief)              | Olga Ouwerkerk           | Goudenregenstraat 15, KDV Leeuwerikje                                                                   | keramiek                                |            |
| 1970      | Herder met lam “Hij roept”                                               | Teus van den Berg-Been   | Leeuwerikstraat 7, Kindcentrum Oranje-Nassau                                                            | brons                                   |            |
| 1971      | Visser van mensen                                                        | Joop Hekman              | Tot 2016 scholengemeenschap "De Lage Waard", Vijzellaan, nu bij het gebouw van Rivas bij het Marktplein | beton                                   |            |
| 1971      | De totempaal                                                             | Hans Tieleman            | Rotonde Westkil, Zuidkil. Oorspronkelijk bij de Keizersweerd, later De Lage Waard, Burg. Keyzerweg      | beton                                   |            |
| 1975      | Drie spelende kinderen                                                   | Teus van den Berg-Been   | Wieklaan, bij Prins Constantijnschool.                                                                  | brons                                   |            |
| 1977      | Het nieuwe paradijs reliëf                                               | Julia Brändle            | Leeuwerikstraat 7, Oranje Nassauschool                                                                  | beton                                   |            |
| 1977      | de Ertepeller (Aaichie)                                                  | J.J.M. Marks             | Eilandstraat                                                                                            | brons                                   |            |
| 1977      | Drie Zebra's                                                             | Roel Teeuwen             | Stellingmolen bij 186 (speeltuin)                                                                       | staal                                   |            |
| 1978      | De Harmonicaspeler                                                       | Karel Gomes              | Het plein, op het Zand                                                                                  | brons                                   |            |
| 1978      | Snoepende Kinderen                                                       | Marcus Ravenswaay        | Wieklaan, bij gebouw "De Spil"                                                                          | brons                                   |            |
| 1978      | De Levensboom (fontein), ("Emmertjes water halen")                       | Marcus Ravenswaaij       | Muilwijckstraat, bij de Morgensterkerk.                                                                 | brons                                   |            |
| 1979      | Bilaterally Convex Waves                                                 | Lucien den Arend         | PC Hooftlaan, voor de Kunstuitleen; rond 2020 verplaatst naar PC Hooftlaan t.o.v. nr 124                | beton                                   |            |
| 1980      | Wankel Evenwicht                                                         | Lon Pennock              | Onderslag                                                                                               | staal                                   |            |
| 1980      | De Engel                                                                 | Maria Glandorf           | Willem Dreeslaan, bij het Dienstencentrum.                                                              | brons                                   |            |
| 1981      | De Tekkel                                                                | Maree Blok               | Rembrandtlaan, Grasveld voor het Willem de Zwijger College                                              | beton                                   |            |
| 1982      | De Hemelpoort                                                            | Hans Koetsier            | Elzenzoom, tussen twee basisscholen.                                                                    | beton                                   |            |
| 1984      | Glasobject                                                               | Karla Kaper              | Markt 22, achter in de hal van het gemeentehuis                                                         | glas                                    |            |
| 1986      | Het Vondelpark                                                           | Carel Visser             | Vondelpark.                                                                                             | beton en ijzer                          |            |
| 1988      | Berichten aan de toekomst                                                | onbekend                 | Alblasserbos                                                                                            | beton                                   |            |
| 1993      | Golf, bank en staanders                                                  | Eugène Terwindt          | Markt, voor het gemeentehuis.                                                                           | glas, natuursteen, hout, brons en beton |            |
| 1994      | Het Tijdslint                                                            | Judith Hertzberg         | Rozenstraat 36, Anne Frank school                                                                       | steen                                   |            |
| 1995      | De Huiskamer                                                             | Werner Feiersinger       | Sportpark Oostpolder.                                                                                   | staal                                   |            |
| 1995      | De lantaarnpaal                                                          | Gijs Bakker              | Oorspronkelijk Brederodelaan bij de RABO-bank tot 2003. Herplaatst december 2015 in Vijverpark.         | staal                                   |            |
| 1999      | De Roos (mozaïek)                                                        | Barbara Broekman         | Boeieraak 1, De Boeieraak                                                                               | keramiek                                |            |
| 2000      | Twee jongens in handstand                                                | Lajos Ratkai             | Marktplein                                                                                              | Brons                                   |            |
| 2003      | De Watervogels                                                           | Michel van Wijk          | Kennedylaan (in het Vijverpark)                                                                         | staal en roestvrij staal                |            |
| 2007      | Van, voor en door Papendrecht of Juichend meisje of Papendrecht 900 jaar | Astrid Koppen            | Veerpromenade                                                                                           | brons                                   |            |
| 2008      | Waterwerken Springtij                                                    | Ruud Kuijer              | Hoofdkantoor Boskalis                                                                                   | beton                                   |            |
| 2010      | Engel op Zuilengalerij                                                   | Caius Spronken           | Veerplein, Halte Waterbus                                                                               | hout, staal en brons                    |            |
| 2013      | Boombescherming Koningsboom                                              | Margot Berkman           | Markt                                                                                                   | metaal                                  |            |
| 2014      | Zon en Planeten Planetenwandeling                                        | diverse kunstenaars      | Alblasserbos                                                                                            | cortenstaal 9 stuks                     |            |
| onbekend  | De twee bomen                                                            | Cor van Gulik            | Willem Dreeslaan, hoek Vrijheer van Eslaan                                                              |                                         |            |
| onbekend  | Plastiek in brons                                                        | onbekend                 | Admiraal de Ruyterweg 23, Begraafplaats                                                                 | brons                                   |            |
| onbekend  | De Beugelaar                                                             | Auldwin Thomas Schomberg | Rosmolenweg 20, ingang kantoor Boskalis                                                                 | brons                                   |            |
| onbekend  | Mozaïek (zuidgevel)                                                      | Wim Wagemans             | Van der Palmstraat 1, Bethlehemkerk                                                                     |                                         |            |
| 1964      | Glas in beton raam                                                       | Hans Truijen             | Van der Palmstraat 1, Bethlehemkerk                                                                     |                                         |            |
| onbekend  | Molenstenen                                                              |                          | Eilandstraat / Westeind                                                                                 |                                         |            |